# Żerków
Żerków ([žerkuv], německy Zerkow, dříve též Bergstadt a Sirkove) je město v Polsku ve Velkopolském vojvodství v okrese Jarocin. Je sídlem gminy („obce“) Żerków. Leží blízko řeky Warty, 12 km severně od Jarocina, 72 km seveovýchodně od Lešna, 60 km jihovýchodně od Poznaně, 130 km severozápadně od Lodže. Roku 2020 měl přibližně 2 100 obyvatel.

## Historie
V raném středověku se zde nacházela pevnost Wilkowyja. První zmínka o samotném Żerkówě pochází z roku 1257. V listině z roku 1283 již jako město. Až do poloviny devatenáctého století se zde nacházel důležitý trh na trase ze Slezska do Pomořanska.
V roce 1861 zachvátil velký požár téměř celé město (naprostá většina budov byla dřevěná). Rekonstrukce byla spojena s kompletní změnou územního plánu města, například došlo k přeměně dosavadního oválného tržního náměstí na čtvercový rynek.
Konec 20. století přinesl investice do infrastruktury související s rostoucím cestovním ruchem a rekreací, rozvinul se zde elektrotechnický průmysl. Żerków se stal hlavním centrem nové CHKO.

## Cestovní ruch
Ekonomika Żerkowa je založena na cestovním ruchu. Město je centrem oblasti zvané Żerkowskoé Švýcarsko. To zahrnuje oblasti nízkých kopců v dolině řeky Warty. V srdci Żerkowsého Švýcarska se nachází palác Śmiełowo. Tyto oblasti jsou chráněny jako CHKO Żerkowsko-Czeszewsko.

## Pamětihodnosti
Nachází se zde kostel svatého Stanislava. Zachovaly se zde pozůstatky dávného hradiště Wilkowyja. V 80. letech 19. století zde byla vybudována synagoga a také se zde nacházel židovský hřbitov, obě tyto židovské památky byly zničeny nacistickými okupanty počátkem 40. let.

## Osobnosti
- Jacob Steinhardt (1887–1968) - německý malíř a grafik židovského původu

## Partnerská města a obce
- Aa en Hunze
- Gmina Kosakowo
- Kąty Wrocławskie

## Fotogalerie

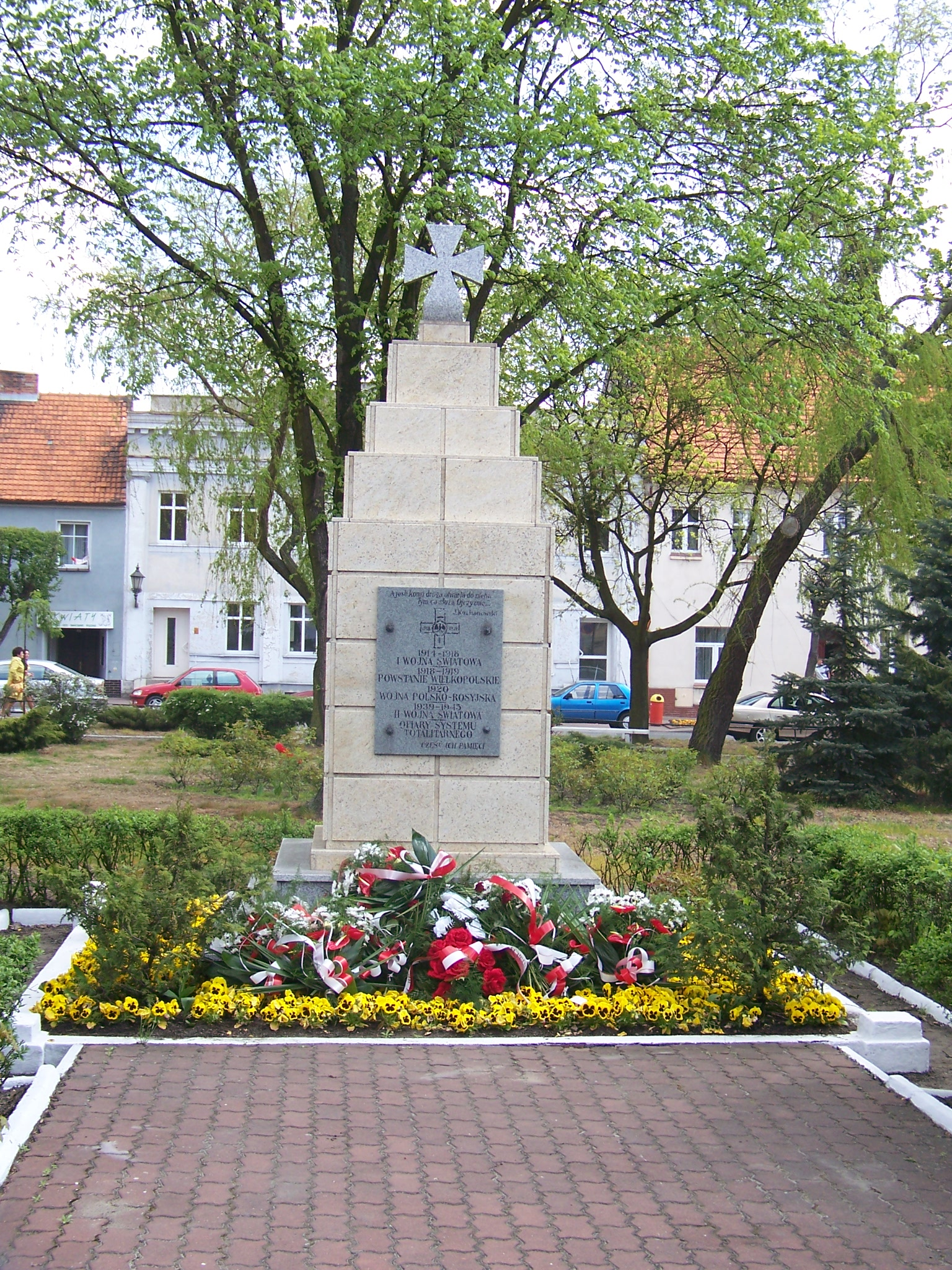
Pomník padlým za svobodu a Vlast
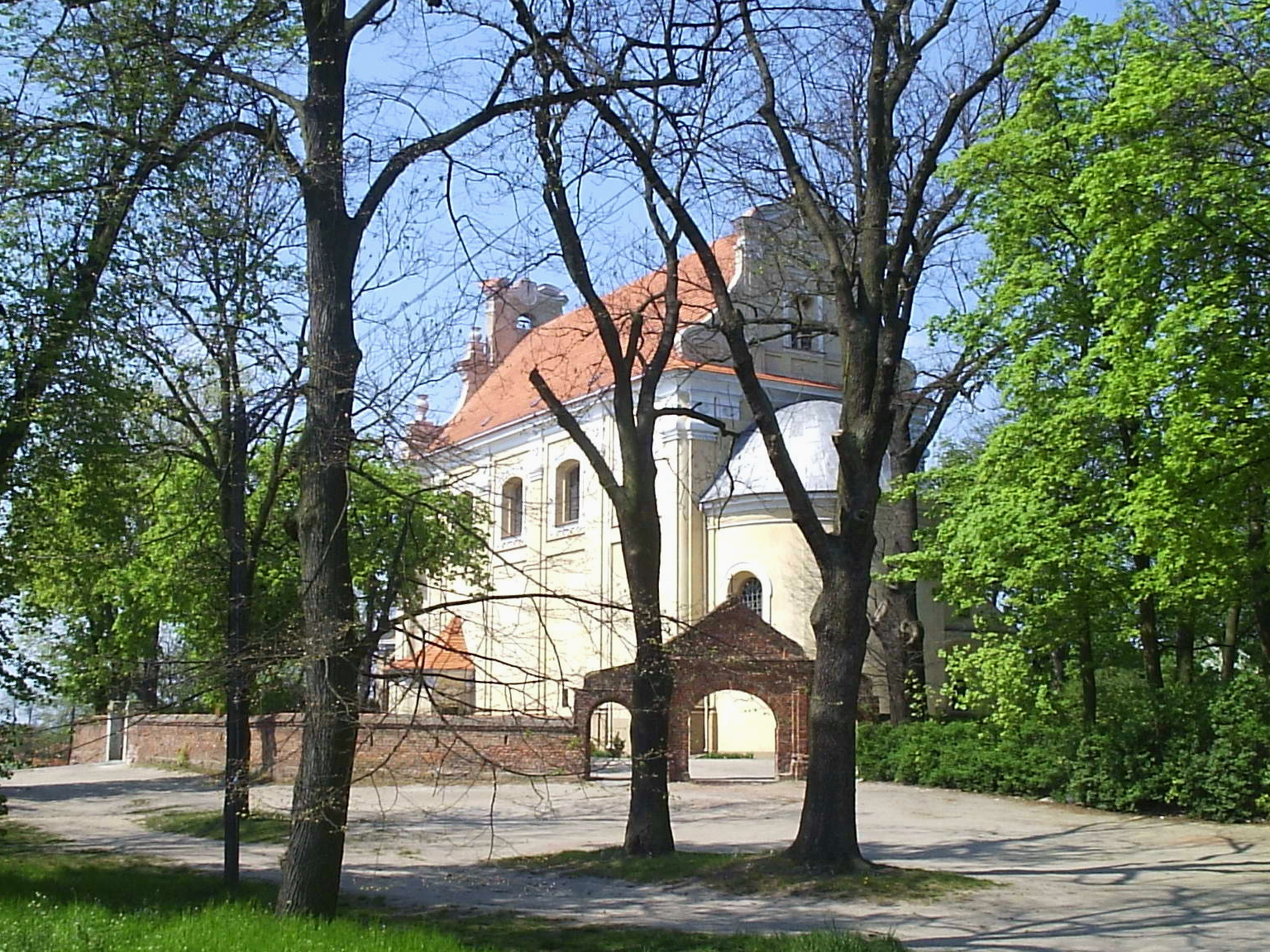
Barokní farní kostel sv. Stanislava z 18. století
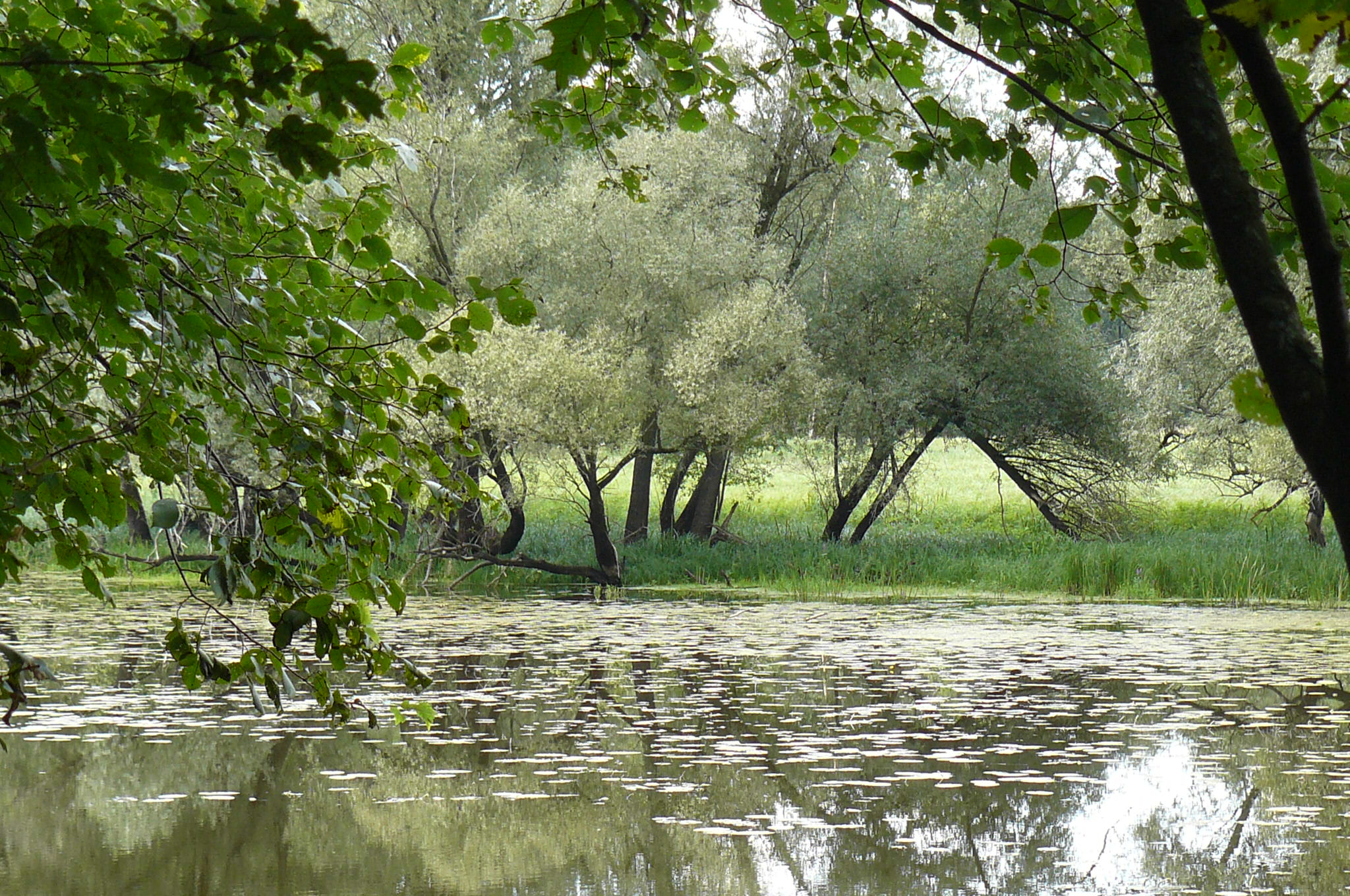
CHKO Żerkowsko-Czeszewsko